# Primarias del Partido Republicano de 2008 en Pensilvania
Las Primarias republicanas de Pennsylvania, 2008 fueron el 22 de abril de 2008.

## Resultados
| Candidato      | Votos   | Porcentaje | Delegados |
| -------------- | ------- | ---------- | --------- |
| John McCain    | 594,061 | 72.86%     | 74*       |
| Ron Paul       | 129,246 | 15.85%     | 0         |
| Mike Huckabee* | 92,057  | 11.29%     | 0         |
| Total          | 815,364 | 100%       | 74        |